# Oussama Sahnoune
Oussama Sahnoune (in arabo أسامة سحنون‎?; Costantina, 2 agosto 1992) è un nuotatore algerino, specializzato nello stile libero.

## Biografia
Ha fatto parte della spedizione algerina ai Giochi olimpici giovanili di Singapore 2010 in cui è stato alfiere durante la cerimonia d'apertura. Durante le gare ha chiuso al quindicesimo posto nei 50 m stile libero e ventiseiesimo nei 100 m stile libero.
Ai Giochi panafricani di Maputo 2011 si è messo in mostra vincendo l'argento nella staffetta 4x100 m stile libero e nella 4x100 m misti.
Ha rappresentato l'Algeria ai Giochi olimpici estivi di Rio de Janeiro 2016, classificanosi venticinquesimo nei 50 m stile libero e trentunesimo nei 100 m.
Ai Giochi del Mediterraneo di Tarragona 2018 ha guadagnato l'oro nei 100 m stile libero, davanti all'italiano Alessandro Miressi e l'argento nei 50 m, dietro all'egiziano Ali Khalafalla. Nei 50 m farfalla si è piazzato sedicesimo.
AI Giochi panafricani di Rabat 2019, disputati allo Stadio Mohamed V di Casablanca, si è laureato campione continentale nei 100 m stile libero, stabilendo il primato della manifestazione, grazie al tempo di 48"97. Nei 50 m ha vinto l'argento, ancora una volta terminando alle spalle di Ali Khalafalla.
Ai Giochi olimpici di Tokyo 2020 si è classificato trentasettesimo sia nei 50 m che nei 100 m stile libero.

## Palmarès
- Giochi panafricani

Maputo 2011: argento nella 4x100m sl e nella 4x100m misti.
Rabat 2019: oro nei 100m sl e argento nei 50m sl.
- Campionati africani

Nairobi 2012: argento nei 50m sl e nei 50m farfalla, bronzo nei 100m sl, nei 100m farfalla e nella 4x100m sl.
Bloemfontein 2016: oro nei 50m sl e nei 100m sl, bronzo nella 4x100m sl mista e nella 4x100m misti mista.
Tunisi 2022: oro nei 100m sl e nella 4x100m misti, argento nei 50m sl, nella 4x100m sl e nella 4x100m sl mista.
- Giochi del Mediterraneo

Tarragona 2018: oro nei 100m sl e argento nei 50m sl.
Orano 2022: bronzo nei 50m sl.

## International Swimming League
| stagione 2020 |
| ------------- |
| Iron          |